# Sapropeel
Sapropeel, ook sapropel, sapropelium. rottingsslik of rottingsslib genoemd, is een term uit de biogeologie voor het beschrijven van donker gekleurde sedimenten die bestaan uit organisch materiaal. Het materiaal bestaat voor voor minimaal 2% uit organisch koolstof. Het woord is een samentrekking van de Griekse woorden sapros ("wegrotten") en pelos ("modder"). 

## Ontstaanswijze
Sapropelen ontstaan in anaerobe omstandigheden: als er langere tijd minder zuurstof aanwezig is op de bodem van (binnen)zeeën. Dit komt doordat er meer zoetwater influx is, wat de watercirculatie verstoort. Voor de afzetting van de sapropelen is een sterke run-off nodig van rivieren, zoals bij de Nijl, om deze circulatie te stoppen. Daardoor ontstaat er een ophoping van organisch materiaal, met minder zuurstofrijk water.